# 충무시·통영군·고성군 (1963년 선거구)
충무시·통영군·고성군은 대한민국의 옛 국회의원 선거구이다. 당시 경상남도 충무시, 통영군, 고성군 지역을 관할했다.

## 역사
제6대 국회의원 선거를 앞두고 충무시 선거구와 통영군 선거구, 고성군 선거구가 통합되면서 신설되었다.
제8대 국회의원 선거를 앞두고 충무시·통영군 선거구와 고성군 선거구로 분리되면서 폐지되었다.

## 역대 국회의원
| 선거   | 정당 | 정당       | 의원   |
| ------ | ---- | ---------- | ------ |
| 1963년 |      | 민주공화당 | 최석림 |
| 1967년 |      | 민주공화당 | 최석림 |
| 1970년 |      | 민주공화당 | 최석림 |

## 역대 선거 결과

### 대한민국 제6대 국회의원 선거
|  | 35.83% |

|  | 26.41% |

|  | 20.46% |

|  | 12.60% |

|  | 3.50% |

|  | 1.16% |

### 대한민국 제7대 국회의원 선거
|  | 54.50% |

|  | 45.49% |

### 1970년 대한민국 재보궐선거
최석림 의원의 의원직 상실로 인해 치러진 1970년 대한민국 재보궐선거에서 민주공화당 최석림 후보가 당선되었다.